# Eduard Hermann Bach von Hansberg
Eduard Hermann Ritter Bach von Hansberg, avstrijski general, * 5. maj 1835, † 30. september 1910.

## Pregled vojaške kariere
Napredovanja
- generalmajor: 1. maj 1889 (z dnem 8. majem 1889)